# Insignia (Xbox)
Insignia es un servidor gratuito y no comercial que restaura la funcionalidad de Xbox Live para la Xbox original. Insignia se creó mediante ingeniería inversa de código cerrado del software del servidor Live original, alojado en los servidores de Insignia, y su objetivo es ofrecer compatibilidad con todos los juegos compatibles con Xbox Live. Insignia se encuentra actualmente en beta pública.
Algunos juegos aún no son compatibles o lo son de forma limitada. Los juegos publicados por Electronic Arts usaban sus propios servidores, que en su mayoría no estaban basados en Xbox Live y, por lo tanto, actualmente no son compatibles. Los juegos que dependen de los servidores de EA recibirán compatibilidad más adelante.

## Funcionalidad

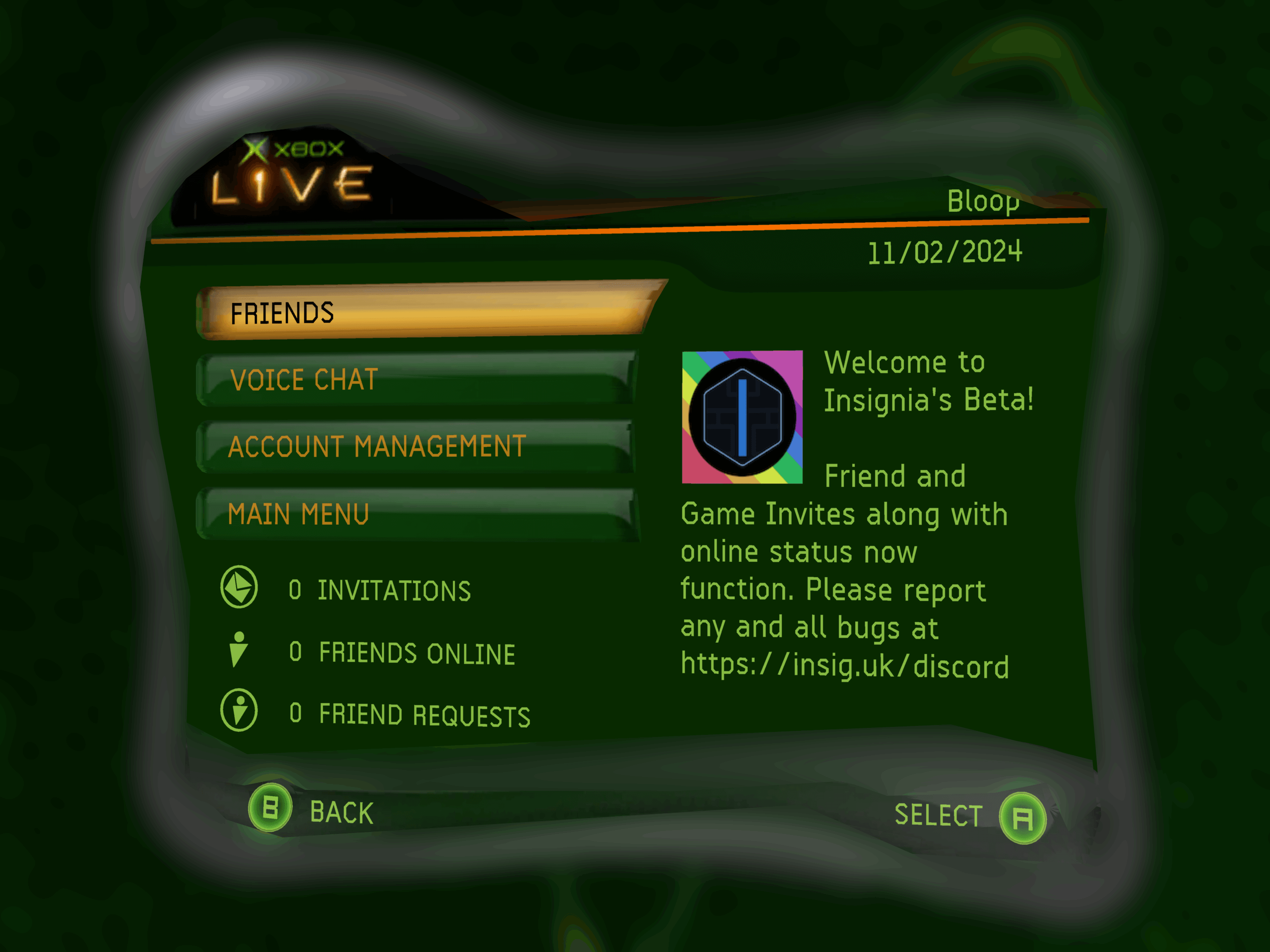
Pantalla que muestra a un usuario que inició sesión en el servidor de Insignia

Insignia funciona tanto en consolas Xbox modificadas como sin modificar, asimismo en emuladores de Xbox. Para funcionar en Insignia, es necesario registrar la consola en sus servidores mediante la herramienta de registro; el usuario puede crear una cuenta de Xbox Live de forma similar a como se hacía originalmente. Insignia es completamente gratuito y no tiene cuota mensual ni precio de registro inicial, aunque requiere un correo electrónico para registrar una cuenta.
El servidor actualmente admite la mayoría de las funciones que funcionaban en Xbox Live, como emparejamiento, tablas de clasificación, soporte de amigos, invitaciones a juegos, clanes, contenido generado por el usuario, chat de voz junto con actualizaciones de juegos y descargas de DLC para algunos juegos.
A partir de mayo de 2025, Insignia tiene más de 24 000 usuarios registrados y admite 199 de los 349 juegos que utilizan las funciones de Xbox Live.

## Historia
Insignia fue fundada en 2019 por dos desarrolladores, Luke Usher y Billy, quienes decidieron colaborar para intentar crear un reemplazo de Xbox Live, ya que los servidores originales de Xbox Live habían cerrado en abril de 2010. Billy trabajó anteriormente en servicios de reemplazo para Wii U y 3DS, y Luke fue el desarrollador principal de un emulador de Xbox de código abierto, llamado Cxbx-Reloaded. Insignia se anunció públicamente en mayo de 2020 y estaba previsto que se lanzara a finales de ese año. En julio de 2022, comenzó una prueba de alpha cerrada. Insignia entró en una beta abierta en noviembre y admitió 25 juegos en el momento del lanzamiento; las inscripciones públicas habían estado abiertas durante un mes antes de la beta.
Para noviembre de 2022, alrededor de 7000 personas se habían inscrito en la lista de espera, y para diciembre, 3500 personas fueron aprobadas y 40 juegos recibieron soporte. Para noviembre de 2023, había alcanzado los 150 juegos y más de 8000 usuarios. Para diciembre de 2024, había más de 20 000 usuarios registrados.
Los servidores multijugador para Halo 2 se lanzaron en marzo de 2024. El fundador de Certain Affinity y diseñador de mapas de Halo 2, Max Hoberman, se mostró positivo respecto a su lanzamiento.